# Félix de Blochausen

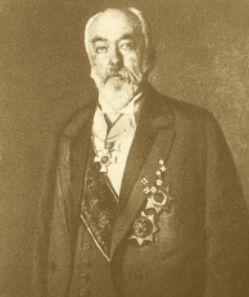
Félix de Blochausen

Félix Baron de Blochausen (* 5. März 1834 auf Schloss Birtringen, Schieren; † 21. November 1915 ebenda) war ein luxemburgischer Politiker.

## Leben
Blochausen studierte in Belgien und Frankreich die Rechte, ließ sich als Advokat beim Bezirksgericht Diekirch nieder und wurde 1860 von dem gleichnamigen Kanton in die Kammer der Abgeordneten gewählt. Vom 14. Dezember 1866 bis zum 3. Dezember 1867 war er Generaldirektor (Minister) für Inneres in der Regierung von Victor de Tornaco. 1869 wurde er wieder in die Kammer gewählt, deren Präsident er von 1872 bis 1873 war.
Am 26. Dezember 1874, nach dem Rücktritt von Emmanuel Servais, wurde Blochausen zum Staatsminister, Regierungspräsidenten und Generaldirektor für Außenbeziehungen ernannt. Vom 21.  September  bis 12. Oktober 1882 war er außerdem kurzzeitig für die Finanzen zuständig.
In Blochausens Regierungszeit wurden das Strafgesetzbuch und das Schulwesen reformiert. Er begünstigte die Bildung einer Finanzgruppe, die den Bau eines neuen Eisenbahnnetzes (Prinz-Heinrich-Bahnen) im Großherzogtum bezweckte. Das Unternehmen scheiterte jedoch; ebenso brach die Nationalbank 1881 zusammen, und einige Jahre später folgte der Konkurs der Bodenkreditanstalt Crédit foncier, deren Gründung Blochausen begünstigt hatte. 1881 führte er eine Neuorganisierung des Milizwesens durch, gemäß der die Aushebung eingestellt und ein Freiwilligenkorps errichtet wurde. Auch die  Einrichtung einer Landeskulturverwaltung nach badischem und württembergischem Vorbild, ein Gesetz über landwirtschaftliche Syndikatsgenossenschaften und eine durch Staatszuschüsse wirksam gemachte Anregung zu landwirtschaftlichen Meliorationen gingen auf seine Initiative zurück.
Seine Versuche, eine Änderung der luxemburgischen Thronfolge im Sinne eines Fortbestands der Personalunion mit Holland herbeizuführen, scheiterten an den Rechten des Herzogs von Nassau. Auch hatte Blochausen ohne Vorwissen der übrigen Regierungsmitglieder mit der Betriebsgesellschaft der Prinz-Heinrich-Bahnen Verhandlungen eingeleitet, die zum Ankauf des Netzes durch den luxemburgischen Staat führen sollten; seine Kollegen weigerten sich jedoch, den ihnen erst später unterbreiteten Vertragsentwurf zu ratifizieren. Inzwischen waren an der Brüsseler Börse die Prinz-Heinrich-Aktien auf das Gerücht einer Verstaatlichung der Bahnen hin rasch in die Höhe gegangen, um dann beim Bekanntwerden des wahren Sachverhalts ebenso plötzlich wieder zu sinken. Blochausen wurde durch den Umstand kompromittiert, dass seine Gemahlin kurz vor der eintretenden Baisse einen Brüsseler Verwandten zum Verkaufen telegraphisch aufgefordert hatte. Blochausen reichte darauf seine Entlassung ein, die er am 20. Februar 1885 erhielt. Bei den Neuwahlen 1887 wurde ihm vom Kanton Diekirch wieder ein Abgeordnetenmandat übertragen.
Von 1893 bis zu seinem Tode war Félix de Blochausen Präsident der Société agricole grand-ducale.

## Ehrungen
Für seine Verdienste wurde Blochausen am 8. Juni 1882 in den Nassauischen Hausorden vom Goldenen Löwen aufgenommen.